# NGC 2249
NGC 2249 је расејано звездано јато у сазвежђу Златна риба које се налази на NGC листи објеката дубоког неба.
Деклинација објекта је - 68° 55' 11" а ректасцензија 6h 25m 49,6s. Привидна величина (магнитуда) објекта NGC 2249 износи 12,2. NGC 2249 је још познат и под ознакама ESO 57-SC82.